# Kun Killin
Kun A.Killin (ur. 1978) – mikronezyjski zapaśnik walczący w oby stylach. Zajął 27 miejsce na mistrzostwach świata w 2007. Srebrny medalista igrzysk Pacyfiku w 2007. Zdobył sześć medali na igrzyskach mikronezyjskich, w tym złoty w 2006. Trzeci na miniigrzyskach Pacyfiku w 2005. Dwa medale na mistrzostwach Oceanii w 2005 roku.
Reprezentował stan Kosrae.